# Munzur Dağları
Das Munzur-Gebirge (Munzur Dağları, auch Munzur Sıradağları oder Mercan Sıradağları) ist eine Gebirgskette in der Türkei. Das Gebirge ist ein Teil des nördlichen Antitaurus (Taurusgebirge) nach Osten und bildet die Grenze der türkischen Provinzen Tunceli und Erzincan. Es erstreckt sich von Kemaliye am Fırat (Euphrat) in Ost-West-Richtung über etwa 130 km bis zur Ova (Ebene) von Erzincan, die mittlere Nord-Süd-Achse liegt ungefähr zwischen den Städten Kemah und Ovacık, hier ist das Gebirge etwa 30 km breit.
Seinen Namen hat das Munzur-Gebirge vom 2698 m hohen Munzur Dağı (Koê Muzıri) im Landkreis Ovacık, der im Westen der Bergkette liegt, und durch einen Bergsattel vom Rest der Munzur Sıradağları abgetrennt ist. Der Name Mercan Sıradağları richtet sich nach dem gleichnamigen Bergmassiv im Osten, das eine Höhe von 3292 m erreicht.
Am Munzur-Gebirge ereignen sich immer wieder Gefechte zwischen den türkischen Streitkräften und der PKK.

## Geographie
Der höchste Punkt der Munzur-Kette ist mit 3482 m der Akbaba Dağı ganz im Osten. Andere Gipfel sind Ziyarettepe, Kurtlukar Tepesi (ca. 2859 m), Gültepe, Haraminin Tepe (ca. 2347 m), Kuştepe (ca. 2743 m) und Gediktepe. Hauptentwässerungsadern des Gebirges sind der Karasu, einer der beiden Quellflüsse des Euphrats, und der Ziyaretdere, der in diesen mündet. Bezeichnend für die Gebirgskette sind unter anderem Gletscherseen und Eichenwälder.
Die Munzur Dağları steigen steil aus der Depression der Ovacık-Ova bis auf 2800–3000 Meter hoch auf. Von der im Süden 1400 m hoch gelegenen Ovacık Ovası aus kann man die nach Norden öffnenden Hochbecken erreichen, die in den Sommermonaten der lokalen Bevölkerung als Yaylagebiete dienen. Die bekanntesten dieser Hochebenen sind die Merk Yaylası im Mercan-Gebirge und die Kepir Yaylası im mittleren Teil des Munzur-Gebirges. Diese Hochebenen, in denen die Winter sehr kalt sind, werden im Sommer als Weideflächen genutzt. Mit Ausnahme der Eichen- und Wacholder-Ansammlungen an den südlichen Hängen sind die nahezu nackten höheren Munzur Dağları fast durchgehend mit Schnee bedeckt, und die hohen und steilen Passagen sind während der Wintermonate geschlossen. Die wichtigsten dieser Pässe sind die fast 3000 m hohen Mercan- und Kemah-Pässe.
Der Munzur Dağı selbst, der mit seinem höchsten Gipfel, dem Ziyaret Tepe, im südwestlichen Teil der Munzur Sıra Dağları eine Höhe von 3188 m erreicht, ist zwischen dem Çatal Dağ und dem Keşiş Dağ (3150 m) durch den Çatal-Keşiş-Sattel vom Hauptgebirgszug getrennt. Dort liegen – neben dem Eğripınar-Gebirgsmassiv mit dem Keşiş Dağ – weitere bedeutende Gipfel, wie der Köşeik Dağ, Kara Dağ, Bayram Dağ und Çatal Dağ, die alle knapp unter der 3000-m-Grenze liegen. Nördlich davon, wo sich ein Serpentingebiet anschließt, ist der Kızılziyaret Tepe die höchste Erhebung, der jedoch die 2000-m-Grenze nur um weniges überschreitet. Westwärts fällt der Munzur Dağ allmählich mit mehreren längsgerichteten Bergrücken zum Fırat Nehri (Kara Su) ab, der diese in etwa 1000 m Höhe durchbrochen hat und die vielen Gewässer aus den Süd- und Südwesthängen des Munzur Dağ sammelt.
Die wichtigsten Täler der Region sind neben dem des Karasu (Euphrat) und des Ziyaretdere die des Munzur Çayı, Mercan Çayı und Pülümür Çayı. Das Tal des Munzur Çayı beginnt an den Südhängen des zentralen Munzur-Gebirges mit vielen Zweigen, die im Ovacık-Depressionsgebiet zusammenlaufen. Der Munzur Çayı erreicht südwärts den Keban-Stausee und nimmt unterwegs den Pülümür Çayı auf. Ehe letzterer vom Munzur Çayı aufgenommen wird, passiert er zunächst ein sehr enges und steiles Tal, das von den Osthängen des Avcı-Gebirges mit einigen Zweige beginnt und sich nach Süden erstreckt.
Ein Teil des Gebirges gehört zum Munzur-Tal-Nationalpark (siehe unten den Abschnitt «Die Munzur Dağları als „wichtiges Naturgebiet“»). Der Nationalpark heißt auf Türkisch Munzur Vadisi Milli Parkı und umfasst ein Areal in der Größe von 42.000 ha. Er wurde 1971 gegründet und ist bis heute nicht erschlossen. Die Region um das Tal des Munzurflusses ist in den höheren Lagen mit Eichenwäldern bedeckt. In den Tallagen wachsen u. a. Nussbäume, Erlen und Eschen. Die Grenzen des Nationalparks beginnen in acht Kilometer Entfernung von der Provinzhauptstadt Tunceli.

## Geologische Merkmale

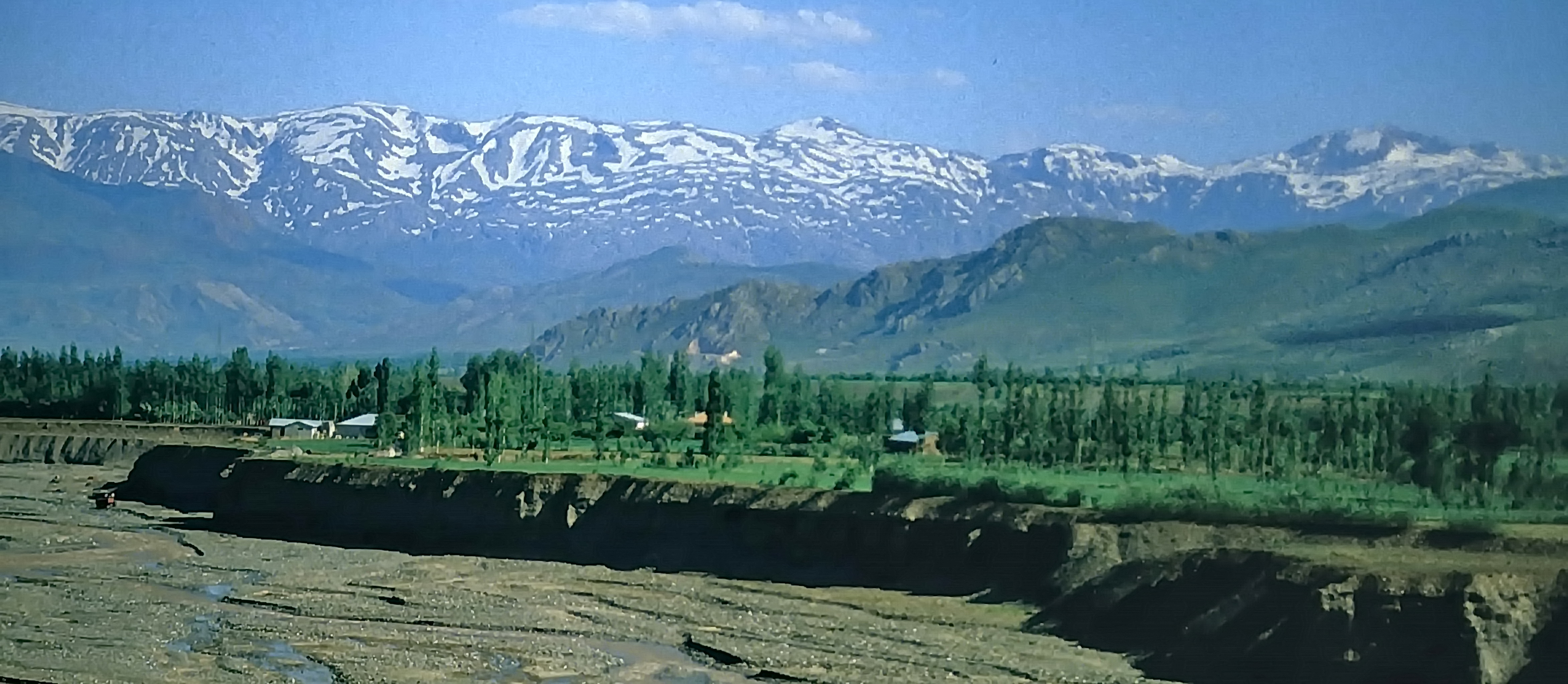
Blick aus der Erzincan-Ebene auf die langgestreckte verschneite Front der Munzur Dağları im Juni 1988.

Die Munzur Dağları, die sich in ostwestlicher Richtung wie eine 100 km lange Mauer erstrecken, weisen die charakteristischen geologischen Merkmale des Taurus-Gebirgsgürtels auf. Gesteinsgruppen des westlichen und mittleren Taurus bedecken auch große Gebiete im Munzur-Gebirge. Bis auf einzelne Partien im Nordwesten, Nordosten und Osten, wo mesozoische und miozäne, z. T. evaporisierte Sedimente auftreten, sind die Munzur Dağları weitgehend gekennzeichnet durch drei große Gruppen unterer und mittlerer känozoischer Gesteinseinheiten, in denen sich die unterschiedlichen Umweltbedingungen mit ihren spezifischen Stratigraphien, Metamorphosen und Strukturmerkmalen widerspiegeln: Die Keban-Formation, der Munzur-Kalkstein und die Ovacık-Formation. Die Keban-Formation umfasst klastische und karbonatische Gesteinseinheiten vom Schelf-Typ, die im Perm- bis Oberkreidebereich abgelagert wurden und partiell eine Metamorphose zu grünen Schiefern erfuhren. Die weitgehend nicht metamorphisierten Munzur-Kalksteine umfassen dicken neritischen Kalkstein aus dem Zeitraum der oberen Trias bis zur Oberkreide. Die Ovacik-Formation besteht hauptsächlich aus einer ophiolithischen Mischung des unteren Maastricht (Oberkreide) sowie jüngeren klastischen Sedimenten und Riffkalken. Die ophiolitische Melange enthält ultrabasische und basische Gesteine wie Serpentin, Peridotit, Dunit, Gabbro, Diabas, Spilit und mit ihnen vermischte neritische und pelagische Sedimentgesteinsblöcke aus Perm, Trias, Jura und Kreide sowie Radiolarit. Besonders während des Tertiärs erfuhren die Munzur Dağları heftige epirogene Bewegungen als Folge von meerischen Rückzügen und Transgressionen sowie insbesondere im Lutetium (Eozän) und im Miozän tiefe Spannungsfrakturen infolge epirogener Bewegungen und aktivem Vulkanismus.
Das Gebirge besteht hauptsächlich aus Kalkstein, Ophioliten und neogenen Sedimentgesteinen. Der Bau des Gebirges wird bestimmt durch die Überschiebung der Melange und der ihnen auflagernden Kalksteine im Norden über die Sedimente im Süden. Die Gesteine bestimmen das Erscheinungsbild des Gebirges: Die Kalksteine bilden eine schwer zugängliche alpine Landschaft mit schroffen Felswänden und nur wenig Bewuchs. Sanfte Formen finden sich in den ebenfalls nur ärmlich bewachsenen Serpentingebieten und den landwirtschaftlich nutzbaren neogenen Sedimenten.
Die häufigste dieser Gesteinsformationen ist der Munzur-Kalkstein, von dem ein großer Teil in der oberen Trias und oberen Kreidezeit gebildet wurde. Diese dicke Karbonatabfolge bildet für sich genommen eine tektonisch-stratigraphische Einheit. Obwohl die Munzur Dağları stellenweise auch metamorph sind, bestehen sie im Allgemeinen aus massiven Kalksteinen, zum größten Teil aus neritischen Kalksteinen vom Schelf-Typ. Dieses Gebirge, das durch die alpine Orogenese zu einem gefalteten Gebirgszug geworden war, wurde im Oligozän erheblich erodiert, und mit dem Übergang ins Miozän waren seine teilweise untergetauchten höheren Teile unter Druck als Inseln über den Meeresspiegel gestiegen, wobei es zu Brüchen und Verwerfungen kam und Einbruchsbecken, wie die Ovacık-Senke, zurückblieben.
Diese 25 km lange und maximal 7,5 km breite Ovacık-Ebene ist ein schmales und langes tektonisches Becken in einer Höhenlage zwischen 1410 m und 1210 m in Südwest-Nordost-Richtung zwischen hohen Kämmen im Süden und Norden, das seit dem oberen Miozän durch die Ovacık-Verwerfung geöffnet wurde. 64 % des Beckenbodens bestehen aus Schwemmlandmaterialien unterschiedlicher Größe von Kieseln, Blöcken, Schlick, Ton und Sand aus Munzur-Kalkstein und bisweilen andesitischen Vulkaniten im Norden.

## Aspekte zur Geomorphologie
Bei der geomorphologischen Entwicklung des Munzur-Gebirges haben mehrere Prozesse eine Rolle gespielt. Die wichtigsten dieser Prozesse waren und sind Verkarstung, Vereisung, Tektonik und fluviatile Prozesse. Während die tektonische Aktivität für das gesamte Munzur-Gebirge von Bedeutung ist, beschränken sich Karst, Vereisung und die damit verbundenen Landformen meist auf Gebiete über 2500 m. Diese Landformen sind komplex und häufig miteinander verflochten. Die jüngere Tektonik und der Klimawandel in der Quartärperiode hatten einen großen Einfluss auf die vielseitige Bildung dieser Landschaft.
Zwei Formengruppen lassen sich in morphologischer Hinsicht unterscheiden: Solche, die vorwiegend aus Kalkstein aufgebaut sind, und solche aus Baumaterialien wie Serpentin oder lockeren Neogen-Sedimenten. Vor allem die erste Formengruppe hat einen ausgesprochen alpinen Charakter und deckt sich im Wesentlichen mit dem eigentlichen Gebirgsmassiv des Munzur Dağı. Steile Kalkwände und schwer zugängliche Hänge kennzeichnen diese alpinen Formen und verleihen der Gebirgslandschaft ein wildes und urwüchsiges Aussehen. Dagegen ist das Relief im Serpentin und in neogenen Sedimenten nördlich des Munzur Dağı bedeutend sanfter.

### Glazialmorphologische Erscheinungen
Das Munzur-Gebirge weist Erosions- und Akkumulationsformen aufgrund von Vereisungen während der Kälteperioden des Pleistozäns auf. In diesen Zeiträumen sanken die Temperaturen und die Höhe der Vereisungsgrenze aufgrund von Klimaveränderungen. Während diese Grenze in der Gegenwart auf eine Höhe von 3600 bis 3700 m geschätzt wird, wird sie für die kalten Perioden des Pleistozäns auf etwa 2750 m geschätzt. Die Vereisungen auf den Munzur Dağları waren während des Pleistozäns größtenteils typisch alpin. Darüber hinaus traten auf leicht abfallendem Gelände oder in alten Karstbecken, die von Karen am oberen Ende der Täler umgeben waren, auch Plateau-Vergletscherungen auf. Kar-, Tal- und Plateaugletscher waren miteinander verknüpft und speisten die Talgletscher.
Man geht davon aus, dass sich die Paläo-Gletscher beim letzten Gletschermaximum insgesamt über eine Fläche von etwa 650 km² erstreckten und dass sich ungefähr 700 Kar-Gletscher und 40 Hauptgletschertäler entwickelt haben, deren Gletscherzungen auf durchschnittlich 1800 m endeten. Allein im mittleren Teil des Munzur-Gebirges bildeten sich ca. 350 km² Gletscherbedeckung der südlichen Gletscherzunge, die von einem Eispanzer gespeist wurde, der bis zu einer Höhe von 1350 m hinabreichten. Typische Sanderflächen, die normalerweise in keinem anderen Bereich der Eiszeit für die Türkei gefunden wurden, sind hier nachgewiesen. Die permanente Vereisungsgrenze beim letzten Eiszeitmaximum wurde zwischen 2790 m und 2450 m Höhe berechnet. Darüber hinaus wurden Dutzende von mit Schutt und Gesteinstrümmern bedeckte ehemalige Gletscher mit einer Gesamtfläche von 9 km² nachgewiesen.
Aus Gletschertrögen, Gletscherzungenvertiefungen und Moränen ist ersichtlich, dass die Zungen der Talgletscher im Allgemeinen bis auf 1600 m und partiell noch tiefer bis auf 1400 m Höhe reichten, also bis in die Ovacık-Ebene. Dort, wo sich die Flusstäler von Aksu Çayı, Mağara Çayı, Karagöl Çayı, Ziyaret Çayı und Kuru Çayı zur Ebene hin öffnen, gibt es z. T. lange Seitenmoränen und Frontmoränen. Die Länge der Seitenmoräne am Ende des Karagöl-Tals beträgt z. B. 2,8 km und ihre Dicke 100 m. In Trogtälern, wie dem Ziyaret Deresi, dem Karagöl Deresi und dem Aksu Deresi sowie im Kepir-Becken, wo sich kleine randliche Beckengletscher entwickelten, wurden zudem durch Gletscherschliff deutliche Rundhöcker ausgebildet.
Manche der einstigen Gletscher wurden insbesondere von den nach Norden ausgerichteten Karen gespeist, und sie bedeckten z. B. das gesamte geschlossene Kepir-Becken und andere Senken mit Plateaueis. Die Spuren der Gletscher sind auf einer Höhe von ca. 2800 m zu erkennen, und es ist offensichtlich, dass das Plateaueis eine Dicke von 200 m erreichte und über Transfluenzpässe mit dem Eis von benachbarten Plateaus, z. Karaçukur und Ganihesen im Westen und Memo Çayırı im Nordosten, verschmolz. Der Kepir-Plateau-Gletscher z. B. war zunächst nach Osten gerichtet, wandte sich aber aufgrund topografischer Bedingungen nach Süden und setzte sich als Haramidere-Gletscher fort.
Von den unterschiedlich langen Gletschertälern, wie dem Haramital, Aksutal, Mağaratal, Karagöltal, Ziyarettal und Kurutal, erreichten alle Gletscher bis auf den des Haramitales die Ovacık-Ebene. Diese zunächst schluchtartigen Täler, deren Längen durchaus auch 7 km überschreiten, wurden in vorglazialen Perioden angelegt und verwandelten sich während der Kältephasen des Pleistozäns aufgrund der Vergletscherung in U-Täler. Mittlerweile haben Schuttkegel von Seitentälern an den steilen Hängen, die stellenweise 100 bis 150 m erreichen, das typische „U“-Profil in den Haupttälern maskiert, und einige der seitlichen Gletschertäler haben heute infolge von Unterschneidung die Form von Hängetälern. Während das Gletschertal des Mağara Çayı mit einem Neigungswert von 24 % das Tal mit der höchsten Steigung ist, bildet das Aksutal mit 7805 m das längste der Gletschertäler in den Munzur Dağları.
Der größte pleistozäne Restgletscher allerdings in den Munzur Dağları mit vier gut erhaltenen Endmoränen im Vorfeld ist der Şahintaşı-Gletscher. Instabile konvektive (aufsteigende) Luftmassen führen in den Hochlagen des Gebirges auch heute noch im Winter zu erheblichen Schneefällen. Der 410 m lange Gletscher mit einer Breite von 386 m reicht von 3020 m Höhe mit etwa 20 Grad Neigung bis auf 2860 m hinab und bedeckt je nach Schmelzlage eine Fläche zwischen etwa 0,105 und 0,115 km². Seine Dicke wird auf 90 bis 100 m geschätzt. In zentralen Teilen des Gebirges, wo dicke Kalksteinpartien anstehen, trat die Karstentwicklung in Warmphasen vor und während der Kaltzeiten vor allem vertikal auf und bildete tiefe steilwandige Dolinen, die den Gletschern halfen, bis heute zu überleben. So waren und sind lange Schneeanhäufungen, die in etwa ovale Form innerhalb steiler, nahezu senkrechter Wände in einer Karstsenke, die große Höhenlage und die Nord-Ausrichtung Umstände, die kumulativ den Gletscher bis heute erhalten halfen.
In den Hochlagen des Munzur-Mercan-Gebirges haben sich durch das Füllen von Gletscherbetten mit Wasser im Laufe der Zeit kleine Karseen gebildet. Einige davon sind der Karagöl, der Koçgölü, die Mercan Göleri, die Katır Göleri, der Dilincik Gölü, der Çimli Göl, der Şer Gölü und der Buyerbaba Gölü. Der größte der Seen ist der Karagöl im Norden des Dorfes Koyungölü bei Ovacık auf einer Höhe von 2400 m, dessen Umfeld in der Vergangenheit von den Bewohnern des Dorfes Koyungölü als Yayla genutzt wurde. Zu diesen Seen, die sich in der Regel in einer Höhe von 2000 bis 3000 m befinden, gibt es zumeist keinen einfachen Zugang.
Der größte Teil des Füllmaterials in der dem Massiv der Munzur Dağları vorgelagerten Ovacık-Ebene besteht aus Sand, der durch fluvioglaziale Prozesse aufgrund der Vereisung im Munzur-Gebirge im Quartär gebildet wurde. Diese Sander, die vor den Ausgängen der zur Ova hin offenen Täler des Aksu Dere, Mağara Dere, Karagöl Dere, Ziyaret Dere und Kuru Dere als ein wechselndes Feld von Schwemmkegeln sedimentiert wurden, haben ein terrassenförmiges Aussehen aufgrund der Erosion durch die Gewässer. Die runden, teilweise gerundeten Kiesel und Blöcke des Füllmaterials wurden bis zu 6,5 km vom Gebirge entfernt in beachtlicher Breite und in einer Dicke bis zu 20 m transportiert und zeigen, welch reichlich vorhandenen Gewässerströme während der Eiszeit hier gewirkt haben.
Diese Sanderflächen vor dem Munzur-Gebirge im Norden des Ovacık-Beckens können in zwei Gruppen unterteilt werden. Die erste Gruppe davon sind Sander, die von Aksu Dere, Mağara Dere und Karagöl Dere gebildet wurden und die nördlichen Teile des Kreises Ovacık abdecken. Sie liegen Im nördlichen Teil des Munzur-Baches zwischen Koyungölü im Westen und Akyayık-Dörfern im Osten in einer Breite von 13 km zwischen den Gebirgsrändern und der Aue des Munzur Çayı nebeneinander und bedecken mit einer Fläche von 48,4 km² nahezu die Hälfte der Ebene.
Die zweite Sandergruppe liegt im Westen des Beckens vor den Gletschertälern Ziyaret Dere und Kuru Dere. Beide Sander sind unabhängig voneinander und kleiner als die der ersten Gruppe. Der Ziyaret-Dere-Sander hat eine Länge von ca. 2 km, eine Breite von 3,5 km und eine Fläche von 5 km². Der vom Kuru Dere gebildete Sander ist kleiner und hat eine Länge von ca. 1,75 km, eine Breite von 1,25 km und eine Fläche von 2 km².

### Verkarstungserscheinungen
Der Südhang des Munzur-Gebirges wird von einer Verwerfung in der Ovacık-Senke begrenzt, und zahlreiche Quellen begleiten diese Verwerfungszone. Die Herkunft dieser Quellen bzw. das Sammelgebiet ist ein stark verkarstetes ehemaliges Gletscherbecken auf einer Höhe von 2500 bis 2700 m. Das abfließende Wasser durchdringt das Kalk-Massiv durch Karströhren und -spalten und taucht auf 1300 m Höhe in der Nähe der Ovacık-Verwerfung wieder auf.
Da das Munzur-Gebirge hauptsächlich aus neritischen Kalksteinen der oberen Trias bis zu Oberkreide mit einer Dicke von mehr als 1000 m besteht, entwickelte sich eine für dieses Gebirge einzigartige intensive Karstbildung in den dicken massiven Kalksteinen mit einer auffälligen Kontinuität sowohl in vertikaler als auch in horizontaler Richtung. Es kam oberhalb einer Höhe von 2500 m zu einer starken Verkarstung mit Bildung einer großen Anzahl von Dolinen, Uvalas, fluvio-karstigen Senken und Ponoren, die die Ableitung von Oberflächenwasser in unterirdische Entwässerungssysteme erleichterten und von denen einige Höhlen-Öffnungen bilden. Diese Karstgewässer tauchen ab und zu als voluminöse Karstquellen wieder auf, wo immer undurchlässige Ophiolithenschichten eine wasserstauende Karstbasis bilden und/oder dieser dicke Kalksteinstapel durch Verwerfungen unterbrochen wird.
Die Verkarstung der Munzur Dağları begann im Oligozän und entwickelte sich während des wärmeren und feuchteren Klimas im Miozän oberhalb einer Höhe von 2500 m überwiegend in die Tiefe. Eine Intensivierung der Tektonik im Ploizän brachte eine Hebung, was zu einer weiteren Vertiefung der Verkarstung führte. Mit den Klimaveränderungen im Pleistozän und dem Wechsel zwischen kalten und warmen Perioden veränderten sich vor allem die verkarsteten Senken im oberen Teil des Munzur-Gebirges. Während der Kältephasen wurden sie von Gletschern besetzt und stark deformiert. Der Abfluss über das Karstwassersystem wurde dabei deutlich eingeschränkt. In den wärmeren Zeiten belebte sich die Karstbildung wieder in Zyklen, die bis zum Beginn des Holozäns dauerten und sich auch auf die Entwicklung von Höhlen, Ponoren und Karstquellen auswirkten. So wurde z. B. die Entwässerung des Kepir Çayı durch das Ponor der Kepirhöhle, die bereits vor der Eiszeit existierte und ein ausgedehntes unterirdisches Entwässerungssystem speist, aufgrund von Gletschern, die die Karstsenke der Kepir-Uvala bedeckten und die Mündung in die Kepir-Höhle mit bis zu 40 m dicken Moränen abriegelten, erheblich unterbrochen. Erst mit dem Ende der Vereisung wurden die Moränen mit dem Rückzug der Eismassen und zunehmenden Schmelzwässern erodiert, was die unterirdische Entwässerung wieder deutlich verbesserte und die entsprechende Elbaba-Karstquelle in der Ovacık-Ebene wieder sprudeln ließ. Die Elbaba-Karstquelle ist der Ursprung des Havuzlu-Baches, zwischen den Dörfern Gözeler und Havuzlu am nordöstlichen Rand der Ovacık-Ebene. Vor der Mündung in den Munzur in der Nähe des Dorfes Güneykonak ändert der Havuzlu Çayı seinen Namen in Değirmendere. Allerdings ist die Durchflussrate der Elbaba-Quelle (1400 m) fünfmal so stark wie die des Kepir Çayı vor dem Eintritt in die Kepir-Höhle auf etwa 2500 m Höhe, was nahelegt, dass die Elbaba-Quelle nicht allein vom Kepir Çayı gespeist wird, sondern durch ein ausgedehnteres unterirdischen Karstentwässerungssystem, während es im Umfeld der Elbaba-Quelle, wie in den Schluchten des Haramidere im Osten und des Aksudere im Westen, keine starken Quellen gibt.

## Klimatische Merkmale
Abgesehen vom Ergan-Ski-Center (Ergan Kayak Merkezi, 2347 m) etwa 15 km südlich von Erzincan gibt es keine meteorologische Station in den Munzur Dağları. Da diese noch junge Station wegen der riesigen Bergmasse und aufgrund des erst kurzen Beobachtungszeitraums als unzureichend für die klimatische Zuordnung angesehen wurde, wurden Daten der Stationen Erzincan, Kemah, Ilic, Kemaliye, Ovacık, Pülümür und Tunceli rund um das Munzur-Gebirge durch die Generaldirektion für staatliche Meteorologie für die Werteberechnung interpoliert. Danach liegt die durchschnittliche Temperaturverteilung im Gebirgsbereich zwischen 14,1 °C und −3,9 °C. Die niedrigsten Temperaturen herrschen in Teilen des Munzur-Gebirges über 3000 m und decken in zentralen Partien des Munzur-Gebirges große Gebiete ab.
Die Jahres-Durchschnitts-Isotherme von 2 °C verläuft auf ungefähr 2800 m Höhe und fällt in Höhen über 3000 m unter 0 °C. Wie erwartet wurden für den zentralen Teil des Munzur-Gebirges auch die niedrigsten Jahres-Durchschnittstemperaturen ermittelt. Die Jahres-Durchschnittstemperaturen in den höchsten Teilen des Munzur-Gebirges betragen demnach bis zu −4 °C und erreichen mit abnehmender Höhe im Vorgebirge etwa 6–8 °C. Zwischen dem höchsten und dem niedrigsten Teil des Gebirges besteht ein Temperaturunterschied von 10–12 °C. Die Jahres-Durchschnittstemperaturen im Januar liegen auf den Gipfeln des Munzur-Gebirges bei etwa −20 °C, im Juli in derselben Region bei etwa 10 °C.
Die jährliche Niederschlagsmenge im höchsten Teil des Munzur-Gebirges wird zwischen 1650 mm und 1850 mm interpoliert, während sie am südlichen Berghang zwischen 1000 mm und 1200 mm und im nördlichen Teil zwischen 600 mm und 800 mm liegt. Somit gibt es eine auffällige Niederschlags-Asymmetrie zwischen dem nördlichen und dem südlichen Teil des Gebirges: Der südliche Teil erhält doppelt so viel Niederschlag wie der nördliche Teil, was bei vorherrschenden Nord- und Nordwestwinden unverständlich erscheint und auch der Vegetationssituation widerspricht (siehe Kapitel Vegetationsmerkmale).
Die allgemeinen Klimaeigenschaften in der Region des Munzur-Gebirges entsprechen einem feuchten kontinentalen Klimatyp, in dem die Durchschnittstemperatur des wärmsten Monats unter 10 °C liegt und die Durchschnittstemperatur des kältesten Monats 0 °C oder weniger erreicht, was das Potenzial für extrem kaltes Wetter in einigen Wintern beinhaltet. Die Region der Munzur Dağları hat damit ein Klima mit sehr kalten Wintern und milden Sommern. Es wird als zentral- und ostanatolisches kontinentales Übergangsklima mit hauptsächlich nördlichen Wettereinflüssen und Schnee eingestuft, was im Winter dominant ist. Aufgrund der Niederschlagsdaten der benachbarten Stationen in Erzincan 373 mm, Tunceli 868 mm und Ovacık 1052 mm und in Anbetracht der Tatsache, dass Berge mehr Niederschlag erhalten als die tiefer gelegenen Gebiete des Umfeldes, muss die Niederschlagsrate im Munzur-Gebirge auf jeden Fall höher als 1053 mm sein.

## Vegetationsmerkmale
Wegen ihrer West-Ost-Erstreckung und aufgrund der vorherrschenden Zugbahnen regenbringender Zyklonen von Nordwesten her erhalten theoretisch überwiegend nur die nach Norden exponierten Flanken die Munzur Dağları entsprechend ausreichende Niederschläge für eine ausgeprägte Waldvegetation. Ein Blick auf die Satellitenbilder von Google Earth zeigt auch genau das: Dort sind die Nordhänge der Munzur Dağları südlich des Karasu als deutlich vegetationreicher zu erkennen als die Südseiten hin zur Ovacık-Ebene. Und auch die südlich der Ovacık-Ova zeigen auf ihrer nach Nord-Nordwest gerichteten Flanke eine deutlich intensivere Grünfärbung als in Richtung auf das Innere Ost-Anatoliens.
Wälder bedecken zwar größere Partien der Region, bestehen im Allgemeinen aber aus Zwerg- und Niederwald-Eichen. Die steilen und schroffen Hänge der Berge, die sich im Norden der Provinz Tunceli in einer Höhe von mehr als 1800 bis 2000 Metern in Reihen von West nach Ost erstrecken, sind aufgrund der natürlichen Bedingungen und des Klimas im Allgemeinen kahl. An den Südhängen dieser Berge befinden sich Eichen- und Wacholdergemeinschaften an Orten unter 1800 Metern. Neben Eichen gibt es in den Tälern und entlang der Bäche Wacholder, Hainbuchen, Eschen, Ahorn, Weiden, Pappeln und Platanen, während die natürliche Vegetation auf den Hochebenen von kurzen Wiesengräsern gebildet wird. Die Vegetation des Munzur-Gebirges kann als Wald-, Steppen-, Fels- und Chasmophyten-Pflanzengemeinschaft sowie als aquatische Vegetation bezeichnet werden. Im Munzurgebirge gibt es Reliktwaldgemeinschaften, die große Gebiete und eine Vielzahl von Waldvegetationstypen abdecken. Zwischen 1500 und 2000 m werden an den Südosthängen libanesische Eichen (Quercus libani) und Traubeneichen (Quercus petraea) sowie Espenarten beobachtet. An den Südwesthängen gibt es Thuja-, Walnussrelikt- und Buschgemeinschaften. Wacholderarten mit einer Höhe von bis zu 2500 m sind häufig. Der Rest des Gebirges wird von Steppenvegetation dominiert, die reich an seltenen und endemischen Pflanzen ist. Das Munzur-Gebirge mit seiner außergewöhnlich reichen Flora ist eines der wichtigsten Pflanzengebiete in der Türkei und in Europa.

## Die Munzur Dağları als „wichtiges Naturgebiet“
Die Munzur Dağları sind in der Türkei als ÖDA (Önemli Doğa Alanı = wichtiges Naturgebiet) ausgewiesen, als ein sensibles und einzigartiges Naturgebiet, in dem man eine Reihe von ökologischen Indikatoren hervorhebt, insbesondere von Pflanzen oder Tierarten, die gefährdet sind und/oder eine begrenzte geografische Verbreitung haben. Das „wichtige Naturgebiet“ der Munzur Dağları erstreckt sich in Höhenlagen von 820 m bis 3462 m mit einer Fläche von 585044 ha über das gesamte Gebirge, das den Süden der Provinz Erzincan und den Norden von Tunceli abdeckt und an der Provinzgrenze von Bingöl endet und Teile der Landkreise Erzincan, Kemah, İliç, Divriği, Pülümür, Ovacık, Kemaliye, Nazımiye, Tunceli, Yayladere, Hozat und Çemişgezek abdeckt.
Transportmöglichkeiten sind aufgrund des unwegsamen Geländes begrenzt. Die Verbindung von Erzincan mit den südlichen Provinzen wird durch Fernstraßen entlang der Täler des Karasu, des Zweigs des Euphrat (Fırat) im Westen, und dem Pülümür Çayı im Osten hergestellt. Das Munzur-Gebirge nimmt mit zehn verschiedenen Gipfeln über 3000 Metern den höchsten Rang in der westlichen Hälfte Ostanatoliens ein. Die Höhe des Gebirges nimmt von Südwesten nach Osten und Norden rasch zu. Mit Ausnahme der durch Bäche geöffneten Täler setzen sich steile Wände, die keinen Durchgang erlauben, bis zu den Gipfeln fort. Diese riesige Region, die bislang weitgehend frei von menschlichen Einflüssen geblieben ist, enthält Moränen- und Gletscherseen in großer Höhe, steile Felsen im Nordosten und Süden viele verschiedene Arten von Vegetationsbedeckung. In hoch gelegenen Regionen gibt es Hochgebirgswiesen, da sie den größten Teil des Jahres unter Schnee oder Regen liegen. Die steilen Felsen sind im Allgemeinen frei von Baumvegetation und weisen charakteristische Felspflanzen-Gemeinschaften auf. In tieferen Lagen gibt es eine Waldschicht aus verschiedenen Eichenarten und in den feuchten Tallängen Galeriewälder aus Ahorn (Acer sp.), Walnuss (Juglans sp.) und Birke (Betula sp.) sowie Reliktgemeinschaften der Waldkiefer (Pinus sylvestris) in der Nähe der Kreisstadt Ovacık. Außerhalb der Wälder dominiert in weiten Gebieten eine Vegetation der Bergsteppe, Regionen von großer Bedeutung für seltene endemische Pflanzen. Das Gebirgsland der Munzur Dağları ist eines der reichsten und wichtigsten Pflanzengebiete der Türkei mit etwa 1500 Pflanzenarten. Allein 109 Pflanzen, von denen die meisten endemisch sind, erfüllen die ÖDA-Kriterien, und 17 kommen nur in den Munzur Dağları vor. Unter ihnen sind die Arten Cerasus erzincanica (Erzincan Kirsche) und die Veilchenart Viola bocquetiana vom Aussterben bedroht. Vor allem im Munzer Vadisi Milli Parkı (Munsurtal-National Park) ist die Vegetation sehr florenreich. Dort wurden 1518 Pflanzen registriert, von denen 43 Sorten nur in der Türkei vorkommen und zu denen endemische Pflanzen, wie Glockenblume (Campanula betulifolia), Erzincan-Kirsche, Rebhuhngras (Dryasoctopetala), Munzur-Thymian, Munzur-Butterblume, Bergtee (Sideritis/Gliederkraut), Munzur-Gebirgs-Oltuot und Veilchen, gehören.
Darüber hinaus hat die Region große Bedeutung in Bezug auf 11 Schmetterlingsarten: Der kleine Pseudoapollo (Archon apollinaris), der große Corbeni (Glaucopsyche arion), der polygame Poseidon (Polyommatusposeidon) und der Bavius (Pseudophilotes bavius) gehören zu den wichtigsten Schmetterlingsarten in der Region. Zahlreiche Vogelarten, die im Munzurgebirge brüten, erfüllen die regionalen ÖDA-Kriterien. Kaspi-Königshuhn (Tetraogallus caspius) und Bartgeier (Gypaetus barbatus) sind wichtige Vogelarten in der Region. Andere dort lebende Vogelarten sind Feldhuhn, Rebhuhn, Trappe, Zwergtrappe, Kranich, Wachtel, Waldschnepfe, Turteltaube, Holz- und Felsentauben, einige Entenarten und selten Gänse. Unter den nachtaktiven Räubern sind auch Uhu, Eule und Fledermaus häufige Arten.
Die weitgehend intakte Naturstruktur der Munzur Dağları hat es ermöglicht, große Säugetierarten wie Wildziege/Steinbock (Capra aegagrus), Gämse (Rupicapra rupicapra) und Eurasischer Luchs (Lynx lynx) in erheblicher Anzahl in der Region unterzubringen. Felsenschläfer (Dryomys laniger) sind dort die seltenste Säugetierart. Insbesondere das Munzur-Tal und seine Umgebung bieten eine geeignete Umgebung für derartige Fauna. Steinböcke leben im Sommer an felsigen Stellen oberhalb der Waldgrenze und im Winter an steilen Stellen im Wald. Wiesel, Stinktier, Dachs, Kaninchen, Bergziege, Bergschaf, Fuchs, Braunbär, Wildschwein, Wolf, Eichhörnchen und Igel sind die häufigsten Tierarten. Andere große Säugetiere der Region sind Luchse und graue Wölfe, die auf den Felsen im Wald leben. Unter den Raubvögeln sind Adler, Geier, diverse Falkenarten und Rotmilan (Gabelweihe) fast überall in der Region zu finden. Der Munzur-Braunbär, der in Höhlen lebt, ist eines der wichtigsten großen Säugetiere der dortigen Tierwelt. In den Bächen gibt es Forellen, speziell auch die Cutthroat-Forelle (Oncorhynchus clarki), Döbel (Squalius cephalus), Weißbarbe und andere Bachfische und den Wels in den unteren Teilen, in denen das Wasser wärmer wird.
Die größte Bedrohung für das Gebiet ist eine Reihe von Staudammprojekten, die in verschiedenen Flüssen der Region geplant sind. Diese Dämme werden die endemische Vegetation und die Galeriewälder sowie die in Flüssen lebenden natürlichen Fisch- und Amphibienpopulationen irreversibel schädigen. Bisher wurde nur der Keban-Stausee und der Mercan-Damm im Kreis Ovacık fertiggestellt. Das Gebiet ist ein sehr bevorzugtes Jagdgebiet. Wilderei, insbesondere im Sommer, führt zu einer Abnahme von Vogelarten sowie Säugetieren wie Steinbock und Kaspi-Königshuhn (Tetraogallus caspius). Die Population des Seeadlers (Haliaeetus albicilla), der in der Türkei sehr selten vorkommt, ist wahrscheinlich infolge der illegalen Jagd in den Munzur Dağları ausgestorben. Viehzucht- und Weideaktivitäten im Munzur-Gebirge verursachten große Schäden an der dortigen Wald- und Krautvegetation. Drei Arten, Tragant (Bocksdorn, Astragalus pseudocylindraceus), Ingwer-Orchidee (Barbarea auriculata) und Lotwurz (Onosma yildiz discedens) verschwanden infolge des Baus des Keban-Staudamms in der Region und an den steilen Hänge des Kemaliye-Karasu-Canyons in den oberen Teilen des Euphrat-Stausees.